# 14K人物列表
14K人物列表，以下列表只列出傳媒及三合會書籍曾公開報導及記載的黑社會組織14K成員

## 龍頭（四八九）
- 第一任：葛肇煌，「洪發山忠義堂」14K創辦人。1953年逝世。葛原為中華民國國軍中將[1]，育有一子葛志雄。[2]
- 第二任：「太子」葛志雄：正統「孝」字堆龍頭大佬。曾經在年輕時與人發生口角因而開槍打死過人，葛肇煌還因此事把他送進黃埔軍校消磨脾氣，後來葛肇煌在香港病逝後，忠義會便開始四分五裂，故由葛志雄接手穩定局面。1955年，「太子」曾率領300幫眾，直衝粵東幫的地盤，將他們打敗，因此穩固了葛志雄在14K的地位。由於葛肇煌政治背景濃厚，葛志雄到臺灣曾被中華民國副總統陳誠會見及頒發忠勤勳章。1980年代後，有傳媒報導，葛志雄一直在香港深居簡出，不問世事[2][3]。葛志雄雖作為龍頭卻只是精神領袖，14K的多個字堆早已各自為政，再沒有選舉。[4][5]2010年10月24日在大埔那打素醫院病逝，享年八十三歲。

- 第三任：「大哥游」，本名梁官業，是陳清華門下五虎將之一。2010年「葛志雄」去世後，他接任最高領導人，直至2013年逝世。

- 第四任：「劉國安」，被稱為「倫敦金教父」。2013年，大哥游去世後，他接掌14K幫務，但於翌年2014年逝世。此後，幫內派系鬥爭加劇，局勢錯綜複雜，14K再無明確龍頭。「陳惠敏」主掌東部，「立章」控制西南，「華生」負責北部。[6]而香港本土幫務則由「九江街同學會」每月召開會議共同決策。 [7]

## 五大「二路元帥」(四三八）
- 陳清華：綽號「細哥」。「禮」字堆創始人。1950年代入幫，其後被任命「二路元帥」之一。曾經加入香港警隊當員佐級警員，在警黑貪腐的六七十年代，他在黑白兩道的人脈甚廣。1961年，陳清華曾經替何鴻燊擺平澳門黑幫的紛爭，令他可以進軍澳門賭場業，成為一代「賭王」。他同時亦是「香港警察員佐級協會暨退役同僚會」的創辦人。據蘋果日報於2021年報道稱，其幫內地位僅次於忠義堂開山龍頭葛肇煌，與葛關係匪淺，據傳其為葛之三姨太的契子，是一人之下，萬人之上的超級元老，連雙花紅棍陳惠敏也是其得意門生。2021年於香港離世。[8]
- 葉素平，又名「葉老牛」，「德」字堆創始人。由於他在1940年代是廣州洪門的江湖猛人，戰績彪炳，1945年，葛肇煌創立洪發山忠義會時，收編他入幫。1949年，被任命為「二路元帥」之一。曾在1955年，與陳仲英及陳清華率領各自100名14K人馬，攻下粵東幫石硤尾的地盤，正面與粵東幫交戰。自此，勢力範圍扎根於石硤尾，創立「德」字堆後移師元朗。
- 陳仲英，黃埔軍校出身，抗日戰爭結束後，於廣州跟隨「盤達生」加入洪發山忠義堂。1947年，他帶領部下遷移至香港元朗，為日後忠義堂移師香港的可能進行了先期調查。作為幫內軍師角色，足智多謀。1949年，他被任命為「二路元帥」之一。七十年代，他將街童組織「慈雲山十三太保」納入旗下成為自己的門生。晚年，陳仲英定居於元朗。
- 傅老銳，國民黨將軍，交際手腕強，在廣州江湖人脈甚廣，1945年加入洪發山忠義堂。「梅」字堆創始人。1953年，葛肇煌死後，與同樣是「二路元帥」的葉素平爭奪龍頭之位，幫中元老投票決選龍頭，傅老銳以極少票數險勝，其後惹起爭議，結果推動「太子」葛志雄接任。1956年，雙十暴動之後，傅老銳被港英政府遞解出境，輾轉間移居到澳門，不久在1960年於澳門離世。
- 寇世銘，國民黨國民革命軍少將，葛老大的左右手。1945年時期洪發山忠義會的開山元老，曾任「華南人民反共救國軍」副總指揮。1945年，葛肇煌召收他入幫，任「二路元帥」之一。「堅」、「俊」字堆創始人。1955年後退任「二路元帥」之職，與妻子移居台灣發展，開武館教授國術及廣州醒獅。

## 「孝」字堆 (九江街/旺角/觀塘/沙田/海外)
- 「大鼻登」：已故，何廣登，九江街超級元老，開創出分支「毅」字堆。早年為國民黨軍，在鍾孝仁麾下做事。跟隨鍾孝仁加入忠義會。[9]
- 「立章」：已故，陳立章，大鼻登門生，九江街話事人，曾於1970年代帶領14k開發英國，歐洲堂口。[9]
- 「華喜」：大鼻登門生，曾與同門「立章」爭九江街地盤，一度成功「插旗」，被稱為「九江街佛爺」。 [10]
- 林道明（「牛哥 / 牛屎」）：英國倫敦14K話事人[11]。
- 易忠：「荷兰教父」阿姆斯特丹14K話事人。
- 九指華：九江街叛徒，在澳門犯下肢解大案，涉殺同門「差佬文」而被通緝[12]。

## 「毅」字堆 (油尖旺/黃大仙)
- 潘志勇「鬍鬚勇」：已故，油尖旺話事人。1975年，曾於旺角九龍麻雀館以單刀抗擊「大圈幫」，而一戰成名。80年代，在旺角砵蘭街新義安手上奪取得地盤。八九十年代，雄霸尖東和砵蘭街，門生眾多。2016年因結腸癌離世，享年68歲。[13][14]
- 「師傅仔」，「鬍鬚勇」門生，控制油尖旺部分夜場生意。
- 「葵仔」，「鬍鬚勇」左右手。
- 「吳錫基」,綽號「昆哥」、「大撈家」「小昆蟲」，14k毅字堆猛人，原是「大亨利麻將館」及「好旺角麻將館」老闆，涉及生意眾多。早年稱霸油尖旺，勢力亦遍佈各國。與海外政府合作發展娛樂、房地產等。後因2010年「報販霞姐被殺案」被供出其是幕後主腦而判處終身監禁。其兒子亦是江湖年輕一代猛人「亨利」，綽號「亨利哥」、「撈家仔」。

## 「忠」字堆 (油尖旺)
- 郭熾昌師傅，「忠」字堆創始人，1949年香港時期14k元老，1946年廣州入洪發山忠義堂，跟隨龍頭葛老大，同年紮職紅棍。十八歲已成為軍中教頭。
- 周田。1933年肇慶入幫，加入洪門西江忠義堂。輾轉1949年後到香港，加入14K，躍升該「忠」字堆香主。
- 洪漢義（「Teddy哥」）：生於軍閥家族，因父親洪傑波與幫會開山龍頭葛肇煌同樣是國民黨將軍。洪漢義為「348 Disco」創辦人，曾經因販毒入獄，後來從良信奉基督教並成立了拯救黑道人士的得勝教會[16]。於2018年病故。
- 洪傑波 國民黨將軍，盤踞潮州，民國時期潮州軍閥，洪漢義之父。

## 「仁」字堆（深水埗）
- 鍾孝仁，「仁」字堆創始人，洪發山忠義堂開山元老，曾任國民黨「華南人民反共救國軍」參謀長。

## 「實」字堆（九龍城）
- 莫林，「實」字堆創始人，1946年於廣州加入洪發山忠義堂，透過平地一聲雷，躍升為白紙扇。正職國民黨軍軍官。1949年到港後 ，成為「實」字堆話事人。

## 「德」字堆（元朗/天水圍/屯門/九龍東）
- 陳惠敏：14K的「雙花紅棍」。[17]十七歲便任職監獄署獄警。二十歲轉職警察，駐守過黃大仙警署、西貢警署以及深水埗警區，同時加入了14K，在黑白兩道人脈甚廣。他是陳清華門下五虎將之一。十四K的核心領導人物。後來成為香港知名武打明星。[18]
- 李枝葉（「四眼細」）： 元朗之虎，「德」字堆前話事人，其親弟為前臨時區域市政局及前元朗區議員，曾與「元朗教父」 戴權長期合作。發跡地為西邊圍村及青衣一帶（一說為元朗屏山），其勢力範圍包括元朗市中心、之稱流浮山、天水圍及錦田。另與鄉事派的劉皇發及林偉強交情非淺[19]。.
- 鄧瑞民（「四眼民」）：「四眼細」之左右手，橫台山河瀝背村村代表[20]。
- 鄧勵東（「田雞東」）：「四眼細」之左右手，曾任廈村錫降圍居民代表、元朗廈村鄉鄉事委員會主席及元朗區議員（鄉事會當然議席），報稱為商人[21][22][23]。於2023年涉及三合會案件，被揭發揚言要「區區放火」以抗擊警察的反黑行動而被判入獄11週。
- 「骰仔」：「四眼細」門生，已故。
- 吳偉南（「飛天南」）：「四眼細」門生，因疑牽涉721元朗襲擊事件被捕[24][25]
- 陳志祥（「西瓜佬」）：2019年721元朗襲擊事件中的知名施襲者之一，其襲擊時任立場新聞女記者何桂藍的暴行被以影像形式正面拍下，是元朗襲擊事件的代表性影像。雖然陳志祥已被香港警方拘捕，但他截至2024年仍未被起訴，原因沒有交代。[26][27]
- 「華豬」[28]：「田雞東」之手下，門生過千
- 「標豬」[28]：「田雞東」之手下，「華豬」之親弟。
- 「廁所華」：傳聞為「骰仔」之接班人。[29]
- 「車房彪」：已故「骰仔」之手下，門生過千[30]。
- 「鬍鬚添」：雄雞之左右手，活躍油尖旺[31] [31]。
- 「細牛」：「華豬」之手下
- 「Peter」：「華豬」之手下
- 「豬榮」：「華豬」之手下
- 「業仔」：「華豬」之手下
- 「肥仔魚」：「華豬」之手下
- 「細榮」：「華豬」之手下
- 「戰神東」：「華豬」之手下
- 「盧山」：「華豬」之手下
- 「啞仔」： 「華豬」之手下
- 「阿禮」：「田雞東」之手下[28]，現在國内某省政協委員
- 「車房強」：門生過百，活躍元朗、錦田一帶[32]

## 「梅」字堆 (澳門/北角/荃灣）
- 尹國駒（崩牙駒）：世界洪门历史文化协会主席，活躍於澳門，曾被指權大過澳督，活躍於1990年代[33]。曾接受《時代週刊》及《新聞週刊》採訪，並自資開拍自傳式電影《濠江風雲》[33]。1998年，因澳葡時代司法警察司司長白德安之座駕被炸而涉案，判囚15年[34]。
- 周焯華（洗米華）：尹國駒門生、澳門企業家、太陽城集團控股有限公司主席兼執行董事。2023年1月因創立及領導犯罪集團而被重判入獄18年。[35]
- 「摩頂平」：在1980年代為該幫派之賭業翹楚，後來不敵尹國駒勢力衝擊而退場，並因法律原因過了多年逃亡日子，最後歸順澳中政府。[36]
- 葉錦添（猛鬼添）：1958-07-21—2025-01-14 先後拜過水房賴、崩牙區、摩頂平門下，為人親民，澳門知名DJ網紅 puinam 佩男、思男的父親，仿間稱他為行動組組長，有一把標誌性的長髮。
- 「大陸華」，勢力範圍主要在荃灣，經營非法賭檔。
- 「細環」，活躍於北角，經營非法賭檔及睇場等業務。

## 「勝」字堆 (柴灣)
- 阮蘇強，七十年代，「勝」字堆話事人。他正職出入口公司經理 ，並出任柴灣區居民福利促進會首長。

## 「湃𠫂」(旺角街市/旺角砵蘭街/荃灣)
- 驢仔添，14K「湃𠫂」創辦人。「黑白無常」是他旗下的門生。
- 祁德生「黑無常」又名「摩囉」，七十年代，旺角砵蘭街元老級大佬，旗下的門生包括「街市偉」。
- 何榮正「白無常」又名「老漢」，七十年代，旺角砵蘭街元老級大佬。
- 吳文新 「街市偉」，「黑無常」的門生，澳門賭博業商人。其妻子司徒玉莲是胡须勇干妹妹，街市伟借助妻子在黑道深厚人脉迅速澳门迭码仔賭博業崛起。
- 「豆腐榮」[37]：本名成世榮，在新蒲崗錦榮街經營利龍麻雀館(現改名利盈麻雀館)，「經營」旺角山東街至牛頭角新屋邨之小巴線，與和勝和「細飛」「經營」的旺角至觀塘之小巴線直接競爭，繼而爆發多宗小巴刑毀案[38]
- 「豆腐傑」：「豆腐榮」親弟，於越南經營網上博彩及賭場生意，曾於尖沙咀火鍋店被「新義安」「洛文」人馬襲擊。[39]
- 「Ruby」：本名羅國英，旺角頭目。活躍油尖旺地區，在2019年721元朗襲擊事件中身穿白衣聯同「四眼John」,「高大威」及「Oscar」帶隊入元朗用藤條無差別襲擊市民。[40]
- 「四眼John」：姓鍾，本名鍾志強，[41]在2019年721元朗襲擊事件中和其子「OSCAR」於元朗身穿白衣用藤條無差別襲擊市民。活躍於新蒲崗錦榮街和油尖旺區[42]
- 「大頭成」[43]郭亨成：活躍沙田區博康邨[44]。「二少」門生。郭Dee二仔，「飯盒大王」。
- 「Peter」：曾任偵緝警員，「老漢」門生，元老級人馬，殯儀猛人。[45]
- 「光頭錦」[46]：「Peter」之手下，曾於屯門與「新義安」講數晒馬被捕。
- 「大文」：「豆腐榮」之左右手，曾因追斬「新義安」細b之人馬而撞爛警署閘門。[37]

## 「大圈幫」（澳門/廣州)
- (四眼牛)譚仁活。1950-2015。澳門大圈幫辦事人、澳門金穗集團董事長、在90年代初已在葡京娛樂場成為賭廳持有人 ，跟尹國駒和水房賴齊名，澳門四聯創辦人（四聯即是「四聯體育會」、由四眼牛、崩牙駒、水房賴、石岐良共同領導），90年代中，為了對抗香港黑幫侵入賭場利益，四聯作為社團聯合排除香港幫會勢力後來戰勝，在1999年，澳門回歸後已不問江湖事，後來2008年四川大地震後聯同全國政協委員、澳門知名商家周錦輝先生為四川大地震在澳帶頭舉辦籌款為國家積極做慈善工作，在80年代初廣州同胞偷渡到澳門，四眼牛在廣州同胞向他求助時，無論遭人欺凌或是經濟問題都會無私伸出援手已廣為人知，譚仁活先生2015年8月在香港養和醫院逝世。[47]
- 鳩Dee，黄展藝，廣州14K大圈话事人。他是陳清華門下五虎將之一。

## 「譚國才」分支（調景嶺)
- 譚國才，國民黨軍人，1949年後，「14K」紮根調景嶺的臨時寮屋區的分支話事人，結集國民黨移居香港的舊軍人，於五六十年代，自成一派。

## 慈雲山十三太保
- 陳慎芝（「茅躉華」）：慈雲山十三太保之首領，1974年接受戒毒，後更於1987年榮獲香港十大傑出青年，其現時從事和福音戒毒相關之社會工作[48][49][50]
- 李兆基：慈雲山十三太保成員，離開組織後成為香港電影工作者。於2019年病故[51][52][53]。

## 其他
- jimmy，鐘鎮，旺角14K小頭目，他是啊火門下五虎將之一。